# Caroline Wozniacki
 Denne artikel bør gennemlæses af en person med fagkendskab for at sikre den faglige korrekthed.

Caroline Wozniacki (født 11. juli 1990 i Odense) er en dansk tennisspiller, som i kvindernes single har opnået den bedste ranglisteplacering for en dansker gennem tiderne, da hun 11. oktober 2010 nåede førstepladsen på WTA-Touren. Hun har i alt vundet 30 WTA-sejre i single og har været i tre Grand Slam-finaler, hvoraf hun vandt den seneste, da hun den 27. januar 2018 vandt Australien Open. Sejren i Australian Open bragte hende tilbage på verdensranglistens førsteplads, som Wozniacki netop overtog fra den tabende finalist i Australian Open, Simona Halep fra Rumænien. Caroline Wozniacki vandt over Venus Williams i sæsonfinalen 2017 i Singapore. Finalen var Wozniackis WTA-finale nummer 50. Hun blev optaget i sportens Hall of Fame den 7. januar 2023.
Wozniackis forældre – Anna og Piotr Woźniacki – er fra Polen, men bosatte sig i Danmark, hvor Caroline er født og opvokset. Hun blev tilbudt at stille op for Polen i tennis, hvilket hun afslog. Caroline har med sine forældre og sin storebror boet i Farum, hvor hun har gået på gymnasiet under en 4-årig Team Danmark-ordning. Siden sommeren 2008 har hun boet i Monaco, men er fortsat tilknyttet Dansk Tennis Forbunds (DTF's) elitecenter. Den officielle begrundelse fra Piotr Wozniacki er, at den primære årsag til flytningen er de sportslige muligheder i Monaco i form af bedre træningsmakkere og -faciliteter; Wozniacki har dog fået kritik pga. de skattemæssige fordele i Monaco.
Den 6. december 2019 annoncerede hun på det sociale medie instagram, at hun stopper sin aktive sportslige karriere 
Hun har i juni annonceret sit comeback, og hun spillede 8. august i WTA-turneringen i Montreal.

## Spillestil
Wozniacki blev i starten af karrieren anset som en for sin alder komplet spiller, som konstant forbedrede sit spil. Hun er hurtig i sine bevægelser på banen og har vist stor evne til at opsnappe bolde. Hendes stærkeste våben indtil hun nåede toppen af ranglisterne i 2010, var en stærk baghånd.[kilde mangler] I perioden, hvor hun i første omgang toppede listerne 2010 - 2012 udviklede hun sit netspil, sin forhånd og sin serv, så hun kunne spille mere offensivt. Trods denne taktiske udvikling blev hun før Wimbledon 2012 kritiseret for at være for passiv i sine indgreb og generelt placeret for langt tilbage på banen. Chris Evert anklagede hende således for at stå alt for langt tilbage på banen, Det har været antydet, at hun er alt for afhængig af sin far som træner, men i størstedelen af karrieren har hun benyttet sig af ham - i alt fald som cheftræner.
Hun er en fighter og også mentalt utrolig stærk, hvilket har bidraget til mange af hendes sejre.
Wozniacki er en såkaldt "Tactical player", der indstiller sit spil efter modstandernes spillestil. Noget, der også kendetegner hendes idoler så som Steffi Graf og Martina Hingis.[kilde mangler]
Der er af kommentatorer også blevet nævnt at hendes spillestil er ekstremt opslidende – lidt som Rafael Nadals – hvilket muligvis vil pensionere hende som tennisspiller i en ung alder.[kilde mangler]

## Karriere

### 2005 – 2009
Caroline Wozniacki blev i 2004 dansk seniormester og desuden kåret som årets fund i dansk idræt. Året efter debuterede hun som seniorspiller i en alder af 15 år på WTA-touren i Western & Southern Financial Group Women's Open d. 19. juli, hvor hun dog tabte sin førsterundekamp mod turneringens topseedede spiller, men Wozniacki vandt senere på året over den etablerede topspiller Patty Schnyder. I december samme år vandt Wozniacki juniorturneringen Orange Bowl, som i juniorrækkerne anses for at være det uofficielle verdensmesterskab.
I juli 2006 vandt Wozniacki som den første dansker i næsten 60 år en Wimbledon-titel (pigesingle). Samme år havde hun nået finalen i Australian Open (pigesingle). Den 26. september 2006 mødte hun for første gang en top 10-spiller, schweizeren Martina Hingis, som da havde en placering som nummer 9. Her tabte Wozniacki 6-3, 6-2.
Caroline Wozniacki modtog Hans Justs Idrætspris 2006, som årligt tildeles til danske idrætsfolk, der er en værdig repræsentant for deres respektive idrætsgren. Desuden blev hun tildelt Samsungs OL-talentpris 2006, ligesom hun blev kåret som Årets Juniorspiller i Danmark.

### 2008
Wozniacki vandt 75.000 dollar ITF-turnering i Ortisei, Italien, ved at slå Alberta Brianti 4-6, 7-5, 6-3 i finalen i januar 2008. I marts vandt hun endnu en 75.000 dollars ITF-turnering, denne gang i Las Vegas, hvor hun i finalen besejrede førsteseedede Akiko Morigami 6-3, 6-2.
I Qatar Open februar 2008 lykkedes det for første gang at besejre en top-10 spiller, da verdensranglistens nummer 9 Marion Bartoli måtte se sig besejret af det danske talent.
Den 18. juni vandt Wozniacki for første gang over en top-5 spiller, nemlig verdens nummer 4 Svetlana Kuznetsova, som blev slået 6-2, 6-2 i International Women's Open.
August blev den hidtil mest succesrige måned i karrieren for Wozniacki, idet hun
3. august vandt Wozniacki sin første WTA-titel i Nordea Nordic Light Open i Stockholm, senere deltog i sommer-OL 2008, hvor hun i tredje runde blev slået af Elena Dementieva, der senere vandt OL-turneringen, men allerede turneringen efter gav igen succes, da hun vandt $600.000 WTA-turneringen Pilot Pen Tennis i New Haven, USA, 23. august. Måneden sluttede med at hun nåede til fjerde runde i US Open. Her blev hun besejret af den senere finalist, Jelena Janković.
28. september vandt hun sammen med Anabel Medina Garrigues sin første WTA-titel i double, da parret i China Open i finalen besejrede et kinesisk par.
5. oktober vandt Caroline Wozniacki sin 3. WTA-titel – denne gang i Japan. I november 2008 stillede Caroline op til Nordea Danish Open i sin fødeby Odense. Hun var den suverænt højest placeret i turneringen, og hun vandt den uden større modstand.
Sæsonens mål blev i løbet af året gentagne gange hævet fra en plads i top-40 til top-20, og hun sluttede med sin hidtil højeste placering som nr. 12.

### 2009
Det første betydelige resultat i denne sæson kom, da Wozniacki i en turnering i Sydney nåede kvartfinalen, hvor hun tabte til Serena Williams, dog efter at have haft tre matchbolde. Årets første Grand Slam-turnering, Australian Open 2009, blev lidt af en skuffelse, da hun tabte allerede i tredje runde til den lokale, tidligere topspiller Jelena Dokic.
Årets første sejr kom i double, da hun i WTA-turneringen i Memphis sammen med makkeren Victoria Azarenka gik helt til tops. Parret havde allerede i 2006 nået finalen samme sted, men tabte dengang. I samme turnerings singlerække var Wozniacki topseedet, men måtte i finalen se sig klart besejret af doublemakkeren Azarenka.

### 2010
Wozniacki begyndte 2010 med en opvisningsturnering i Hong Kong, hvor hun tabte sine kampe i single, men vandt to mixdoublekampe med Stefan Edberg. I WTA-turneringen i Sydney tabte hun i første runde til Li Na. I den efterfølgende Australian Open, hvor hun for første gang i karrieren var blandt de otte højst seedede, tabte hun i fjerde runde, igen til Li Na (i to sæt), men kunne alligevel beholde sin WTA-plads som nr. 3, hvilket var den højeste placering hun hidtil havde opnået.
Senere var hun seedet 2 i Indian Wells og nåede finalen, hvor hun blev slået af Jelena Janković. Finalepladsen gav hende alligevel nok point til at indtage WTA-andenpladsen. Ved Sony Ericsson Open i Miami, tabte hun i kvartfinalen til Justine Henin fra Belgien, der var vendt tilbage efter en længere pause. Næste turnering var Ponte Vedra Beach, hvor hun i finalen vandt over Olga Govortsova. Derefter deltog hun i Family Circle Cup i Charleston, hvor hun nåede til semifinalen, som hun imidlertid tabte til Vera Zvonareva, da hun måtte trække sig på grund af en alvorlig ankelskade.
Selv hun ikke var kommet sig helt efter skaden i Ponte Vedra Beach, deltog hun efterfølgende i flere turneringer i grusbanesæsonen, og tabte da også sine kampe tidligt i turneringerne i Stuttgart, Rom, Madrid og Warszawa. Alligevel blev hun seedet 3 i French Open, hvor hun fik sit bedste resultat hidtil på Roland Garros, hvor hun uden sæt-tab nåede fjerde runde, i hvilken hun måtte kæmpe næsten tre timer for at slå Flavia Pennetta fra Italien. I kvartfinalen tabte hun til Francesca Schiavone, der senere vandt turneringen.
I Aegon International deltog Wozniacki som forsvarende mester, men måtte tidligt forlade turneringen, der var hendes første turnering på græs i 2010. Wozniacki var seedet 3 i Wimbledon. Endestationen blev allerede i fjerde runde, hvor hun næsten blev ydmyget af Petra Kvitová.
Efter Wimbledon holdt hun en længere spillepause og var seedet 1 i den efterfølgende første danske WTA-turnering. Her vandt hun i finalen over Klara Zakopalova – årets anden WTA-titel. I Montreal vandt hun i semifinalen over Svetlana Kuznetsova og i finalen over Vera Zvonareva, hvilket gav årets tredje WTA-titel. I New Haven var Wozniacki top-seedet og slog i finalen Nadia Petrova, hendes tredje turneringssejr i træk. Dermed blev hun også nr. 1 i årets US Open Series.
Wozniacki var top-seedet i US Open, fordi verdenranglistens nummer et, Serena Williams fra USA, havde fået en alvorlig seneskade i foden kort efter Wimbledon-turneringen, der hende ude resten af 2010. Wozniacki spillede sig igennem til fjerde runde med et tab på kun tre partier, slog derefter Maria Sharapova og fulgte op med at vinde over den useedede Dominika Cibulková. Desværre for Wozniacki blev blev hun i semifinalen slået af Vera Zvonareva. Med sin deltagelse i semifinalen i New York blev Wozniacki den ene af kun to kvinder, der i 2010 nåede mindst fjerde rundt i alle fire Grand Slam-turneringer – den anden var Venus Williams.
Wozniackis første optræden i den asiatiske 2010-turneringsrække var i Toray Pan Pacific Open i Tokyo, hvor hun efter fremragende og meget stabilt spil nåede finalen, som hun vandt i tre sæt over Elena Dementieva med – det var hendes femte titel i 2010. I Beijing umiddelbart efter stod hun over i første runde, vandt i anden over Sara Errani og fik i tredje runde revanche over sin Wimbledon-overmand Petra Kvitová. Sejren betød at hun hvorved hun gik forbi Serena Williams på verdensranglisten og for første gang indtog WTA-førstepladsen, selv om hun endnu ikke havde vundet en Grand Slam. I kvartfinalen slog hun den tidligere verdensetter Ana Ivanović, der er på vej frem efter et dyk i karrieren de seneste tre år. Derefter vandt Wozniacki over israelske Shahar Peer i semifinalen og over Vera Zvonareva i finalen, hvilket gav hende den sjette titel i 2010.
Wozniacki kvalificerede sig som den første til WTA's sæsonfinale i Doha-turneringen, hvor hun kom i gruppe med Elena Dementieva, Samantha Stosur og Francesca Schiavone. Den anden gruppe kom til at bestå af Kim Clijsters, Vera Zvonareva, Jelena Jankovic og Victoria Azarenka. I sin første kamp vandt Wozniacki ubesværet over Elena Dementieva, hvis ene fod var tapet op på grund af en mindre skade. I sin anden gruppekamp tabte hun til Stosur fra Australien, men vandt så i tre sæt over italieneren Schiavone. Hermed sikrede Wozniacki sig førstepladsen på verdensranglisten ved årets afslutning, hvilket bragte hende op i et selskab med spillere som Serena Williams, Steffi Graf og Martina Navratilova.
Den 11. oktober 2010 nåede hun førstepladsen på WTA-Touren – en placering hun i første omgang havde i 18 uger, da Kim Clijsters fra Belgien overtog den. Wozniacki generobrede førstepladsen den 21. februar 2011 og senest igen den 29. januar 2018. I alt har hun pr. 5. februar 2018 ligget på førstepladsen i alt 69 uger.

### 2011
Efter et par opvisningskampe i januar var Wozniackis første store mål Australian Open. Optakten hertil var ikke god, idet hendes første officielle kamp betød et hurtigt farvel med nederlag i første kamp i opvarmningsturneringen i Sydney ugen inden Australian Open. Dette nederlag fik ikke større indflydelse i Australian Open, hvor Wozniacki uden afgivelse af sæt nåede kvartfinalen. Her måtte hun ud i tre sæt mod Francesca Schiavone, inden hun var klar til semifinalen mod Na Li. Kineseren blev for stor en mundfuld for Wozniacki, der tabte i tre sæt efter at have haft matchbold i andet sæt.
Efter en tur på Fed Cup-holdet holdt hun en pause, hvor Kim Clijsters akkurat erobrede førstepladsen på verdensranglisten, men blot en uge senere tog Wozniacki denne tilbage, da hun i sikker stil tog sin 13. WTA-sejr i Dubai, hvor Clijsters ikke stillede op.

### 2012
I 2012 deltog Caroline Wozniacki i 23 turneringer fordelt på 4 Grand Slam turnering, 18 WTA Tour turneringer samt ”Season Ending” turneringen i Sofia. Hun vandt i 2012 yderligere 2 turneringssejre på WTA Tour’en, hvilket skete i Seoul og i Moskva. Caroline Wozniacki optjente i 2012 sæsonen $2.408.670 i præmiepenge, hvilket placerede hende som nummer 7 på listen over indtjente penge i sæsonen . Caroline Wozniacki startede 2012-sæsonen som nummer et på verdensranglisten og sluttede sæsonen som nummer 10 . Caroline Wozniacki mistede førstepladsen på verdensranglisten 29. januar 2012 efter Australian Open og kom ikke tilbage på førstepladsen resten af sæsonen. Det blev til 67 uger som nummer ét på verdensranglisten .

### 2013
I 2013 deltog Caroline Wozniacki i 23 turneringer fordelt på 4 Grand Slam turnering og 19 WTA Tour turneringer. Hun vandt i 2013 yderligere 1 turneringssejr på WTA Tour’en, hvilket fandt sted i Luxembourg. Caroline Wozniacki startede 2013-sæsonen som nummer 10 på verdensranglisten og sluttede sæsonen som nummer 10.

### 2014
Hun vandt yderligere 1 titel i Istanbul. Caroline Wozniacki sluttede sæsonen som nummer 8.

### 2015
Hun vandt yderligere 1 titel i Kuala Lumpur. Caroline Wozniacki sluttede sæsonen som nummer 17.

### 2016
Hun vandt yderligere 2 titler i Tokyo og Hongkong.
Caroline Wozniacki sluttede sæsonen som nummer 19.

### 2017
Caroline Wozniacki var i otte finaler og vandt to. Den første kom i Tokyo (Pan Pacific Open) 24. september, hvor hun besejrede Anastasija Pavljutjenkova. Med sine mange gode resultater kvalificerede hun sig til WTA Finals 2017. Her vandt Wozniacki over Elina Svitolina for første gang i 2017 efter at have tabt mod hende i to finaler. Derefter vandt hun over verdens nummer 1, Simona Halep. I sin tredje puljekamp i round robin blev hun slået af Caroline Garcia i tre sæt. Hun kom dog videre til semifinalen som toer i sin pulje, og her spillede hun mod vinderen af den anden gruppe, Karolina Pliskova. Wozniacki sejrede og gik videre til finalen, som hun en gang tidligere havde nået (2010, hvor hun tabte til Clijsters). Dette år mødte hun Venus Williams, som hun aldrig havde besejret i deres syv forrige møder, men her slog hun amerikaneren for første gang. Sejren lød på 6-4, 6-4, og Wozniacki vandt hermed den største titel i karrieren. Det gjorde, at hun endte sæsonen på verdensranglistens tredjeplads.

### 2018
Caroline annoncerede ved sæsonstarten i 2018, at hun har underskrevet et livstidssponsorat.Skabelon:Uddybes Lørdag d. 27. januar 2018 vandt Caroline karrierens første grand slam-turnering, da hun vandt Australien Open i damesingle. Wozniacki var seedet som toer, som sin bedste seedning siden 2012. Hun besejrede Mihaela Buzărnescu i to sæt i første runde, hvorefter hun kom i problemer mod Jana Fett i anden runde. Wozniacki var bagud 1-5 i tredje sæt og formåede at redde to matchpoints inden hun vandt. Herefter slog Wozniacki Kiki Bertens og Magdaléna Rybáriková i de næste runder inden hun mødte Carla Suárez Navarro i kvartfinalen. I semifinalen slog hun belgiske Elise Mertens. Wozniacki var i sin første grand slam finale siden US Open 2014. I finalen skulle Wozniacki spille mod den førsteseedede verdensetter Simona Halep. Efter et tre-sæts drama blev Wozniacki den 9. kvinde nogensinde til at vinde turneringen efter at have været nede med match points. Samtidig overtog hun igen positionen som nr. 1 på singleranglisten for verdens bedste kvindelige tennisspillere, 6 år efter hun sidst var i toppen af ranglisten. Den 30. juni vandt Wozniacki græsturneringen i Eastbourne som opvarmning til Wimbledon. Hendes modstander i finalen var den fremadstormende hviderusser Aryna Sabalenka som hun mødte for første gang i karrieren. Den 7. oktober vandt hun sin 30. WTA turnering efter finalesejren over Anastasija Sevastova ved China Open.
Wozniacki formåede i løbet af året at kvalificere sig til WTA Finals 2018. Wozniacki var seedet som nummer 2 efter verdensetteren Simona Halep måtte trække sig, hvorfor verdensranglistens nummer 2 Angelique Kerber var førsteseedet. I gruppespillet blev det først til nederlag mod Karolína Plíšková, hvorefter Wozniacki sejrede over Petra Kvitová. Wozniacki var derfor nødt til at vinde i to sæt mod Elina Svitolina for at gå videre til semifinalen. Wozniacki endte med at tabe kampen 7-5, 5-7, 3-6 til den senere vinder af turneringen.
Kort efter sæsonfinalen var overstået fortalte Wozniacki verdenen at hun var blevet diagnosticeret med leddegigt, som hun havde været plaget af siden årets Wimbledon-turnering.
Wozniacki sluttede dermed for anden sæson i træk i top 3 på verdensranglisten.

### 2020
Som sin sidste WTA-turnering (og næstsidste turnering) deltog Caroline i Auckland Classic 2020 og kom frem til seminfinalen, hvor hun blev slået af Jessica Pegula.

## Sponsorater
Som så mange andre store stjerner bliver Wozniacki sponsoreret på en række områder. De mest synlige er på banen. Her er hendes tøj designet af Stella McCartney. Carolines ketcher har siden 2011 været af mærket Yonex. I 2013 overraskede hun alle, ved opvarmningen til Wimbledon, ved at have tapet ketcheren ind så mærket ikke kunne ses . Caroline udtalte om episoden at hun respekterede sponsoratet men bare skulle eksperimentere lidt. Den gik dog ikke og i juli opsagde Yonex sponsoratet.
Wozniacki har en række andre store kontrakter med blandt andre Sony Ericsson, Rolex, Danske Rejseforsikring, Turkish Airlines.

## Privatliv og familie
Hun er lillesøster til fodboldspilleren Patrik Wozniacki, der spiller i den danske fodboldklub Sunred Beach FC.

### Forhold og børn
Wozniacki dannede par med den nordirske golfspiller Rory McIlroy. Parret blev forlovet nytårsaften 2013. McIlroy og Wozniacki skulle giftes senere i år 2014, men den 21. maj 2014 meldte han i en pressemeddelelse, at han havde brudt forlovelsen med Caroline Wozniacki.
I 2016 blev hun kæreste med den amerikanske basketballspiller, David Lee. 3. november 2017 offentliggjorde parret at de var blevet forlovet. Parret blev gift 15. juni 2019 i Toscana.
Den 10. februar 2021 meddelte Wozniacki, at hun ventede sit første barn i juni.
Den 11. juni 2021 fødte Wozniacki datteren, Olivia.
Den 19. juni 2022 meddelte hun via sin Instagram-konto, at hun ventede sit andet barn.
Den 24. oktober 2022 bød de velkommen til deres søn James Wozniacki Lee.

### New York City Marathon 2014
Den 2. november 2014 gennemførte Caroline Wozniacki New York City Marathon på 3 timer 26 minutter og 33 sekunder.
Et af formålene med at løbe i New York var at samle penge ind til velgørenhed. Wozniacki løb til fordel for organisationen "Team for Kids" og har samlet mere end 300.000 kroner ind til løbeaktiviteter for børn og unge.

### Efternavnet
Carolines efternavn i Danmark er Wozniacki efter faderen. Hendes rette navn på polsk burde være Caroline Woźniacka, da hun er af hunkøn. Det gav imidlertid problemer hos danske myndigheder at ville hævde, at et efternavn skulle kunne findes i flere former.[kilde mangler]
Polske aviser skriver ofte Karolina Woźniacka.

## Titler WTA & Grand Slam

### Single
| No. | Dato           | Turnering                                       | Underlag         | Finale-modstander    | Finale-resultat |
| --- | -------------- | ----------------------------------------------- | ---------------- | -------------------- | --------------- |
| 1.  | 3. aug. 2008   | Nordea Nordic Light Open, Stockholm, Sverige    | Hard             | Vera Dushevina       | 6–0, 6–2        |
| 2.  | 23. aug. 2008  | Pilot Pen Tennis 2008, New Haven, USA           | Hard             | Anna Chakvetadze     | 3–6, 6–4, 6-1   |
| 3.  | 5. okt. 2008   | AIG Open, Tokyo, Japan                          | Hard             | Kaia Kanepi          | 6-2, 3-6, 6-1   |
| 4.  | 12. april 2009 | MPS Group Championships, Ponte Vedra Beach, USA | Grus             | Aleksandra Wozniak   | 6-1, 6-2        |
| 5.  | 20. juni 2009  | AEGON International, Eastbourne, England        | Græs             | Virginie Razzano     | 7-65, 7-5       |
| 6.  | 29. aug. 2009  | Pilot Pen Tennis, New Haven, USA                | Hard             | Jelena Vesnina       | 6-2, 6-4        |
| 7.  | 11. april 2010 | MPS Group Championships, Ponte Vedra Beach, USA | Grus             | Olga Govortsova      | 6-2, 7-5        |
| 8.  | 8. aug. 2010   | e-Boks Sony Ericsson Open, Farum, Danmark       | Hard (indendørs) | Klára Zakopalová     | 6-2, 7-65       |
| 9.  | 23. aug. 2010  | Rogers Cup, Montreal, Canada                    | Hard             | Vera Zvonarjova      | 6-3, 6-2        |
| 10. | 28. aug. 2010  | Pilot Pen Tennis, New Haven, USA                | Hard             | Nadia Petrova        | 6-3, 3-6, 6-3   |
| 11. | 2. okt. 2010   | Toray Pan Pacific Open, Tokyo, Japan            | Hard             | Elena Dementieva     | 1–6, 6–2, 6–3   |
| 12. | 11. okt. 2010  | China Open, Beijing, Kina                       | Hard             | Vera Zvonareva       | 6-3, 3-6, 6-3   |
| 13. | 20. feb. 2011  | Dubai Tennis Championships , Dubai, UAE         | Hard             | Svetlana Kuznetsova  | 6-1, 6-3        |
| 14. | 20. marts 2011 | BNP Paribas Open, Indian Wells, USA             | Hard             | Marion Bartoli       | 6-1, 2-6, 6-3   |
| 15. | 10. april 2011 | Family Circle Cup, Charleston, USA              | Grus             | Elena Vesnina        | 6-2, 6-3        |
| 16. | 21. maj 2011   | Brussels Open, Bruxelles, Belgien               | Grus             | Peng Shuai           | 2-6, 6-3, 6-3   |
| 17. | 12. juni 2011  | e-Boks Sony Ericsson Open, Farum, Danmark       | Hard (indendørs) | Lucie Šafářová       | 6-1, 6-4        |
| 18. | 27. aug. 2011  | Pilot Pen Tennis, New Haven, USA                | Hard             | Petra Cetkovská      | 6-4, 6-1        |
| 19. | 23. sep. 2012  | Hansol Korea Open 2012, Seoul, Sydkorea         | Hard             | Kaia Kanepi          | 6-1, 6-0        |
| 20. | 28. okt. 2012  | Kremlin Cup, Moskva, Rusland                    | Hard (indendørs) | Samantha Stosur      | 6-2, 4-6, 7-5   |
| 21. | 14. okt. 2013  | BGL BNP Paribas Luxembourg Open, Luxembourg     | Hard (indendørs) | Annika Beck          | 6-2, 6-2        |
| 22. | 14. juli 2014  | TEB BNP Paribas Istanbul Cup, Tyrkiet           | Hard             | Roberta Vinci        | 6-1, 6-1        |
| 23. | 9. marts 2015  | BMW Malaysian Open, Kuala Lumpur, Malaysia      | Hard             | Alexandra Dulgheru   | 4-6, 6-2, 6-1   |
| 24. | 25. sep. 2016  | Toray Pan Pacific Open, Tokyo, Japan            | Hard             | Naomi Osaka          | 7-5, 6-3        |
| 25. | 16. okt. 2016  | Hong Kong Tennis Open, Hongkong                 | Hard             | Kristina Mladenovic  | 6-1, 6-74, 6-2  |
| 26. | 24. sep. 2017  | Pan Pacific Open, Tokyo                         | Hard             | Pavljutjenkova       | 6-0, 7-5        |
| 27. | 29. okt. 2017  | WTA Finalen, Singapore                          | Hard             | Venus Williams       | 6-4, 6-4        |
| 28. | 27. jan. 2018  | Australian Open, Melbourne                      | Hard             | Simona Halep         | 7-62, 3-6, 6-4  |
| 29. | 30. juni 2018  | Eastbourne International, Eastbourne, England   | Græs             | Aryna Sabalenka      | 7-5, 7-65       |
| 30. | 7. okt. 2018   | China Open, Beijing                             | Hard             | Anastasija Sevastova | 6-3, 6-3        |

| Farvemarkering: Før 2009 | Farvemarkering: Fra og med 2009 |
| ------------------------ | ------------------------------- |
| Grand Slam (1)           |                                 |
| WTA Championships (1)    |                                 |
| Tier I (0)               | Premier Mandatory (3)           |
| Tier II (1)              | Premier 5 (3)                   |
| Tier III (1)             | Premier (10)                    |
| Tier IV & V (1)          | International (9)               |

Antal turneringssejre er senest opdateret 7. oktober 2018.

### Grand Slam-resultater
| Turnering       | 2007 | 2008 | 2009 | 2010 | 2011 | 2012 | 2013 | 2014 | 2015 | 2016 | 2017 | 2018 | 2019 |
| Australian Open | –    | 4    | 3    | 4    | SF   | KF   | 4    | 3    | 2    | 1    | 3    | V    | 3    |
| French Open     | 1    | 3    | 3    | KF   | 3    | 3    | 2    | 1    | 2    | –    | KF   | 4    | 1    |
| Wimbledon       | 2    | 3    | 4    | 4    | 4    | 1    | 2    | 4    | 4    | 1    | 4    | 2    | 3    |
| US Open         | 2    | 4    | TF   | SF   | SF   | 1    | 3    | TF   | 2    | SF   | 2    | 2    | 3    |

Tegnforklaring:
– = Ikke deltaget, kv = Slået ud i 1. runde efter at have vundet kvalifikationsturneringen, 1 = Slået ud i 1. runde, 2 = Slået ud i 2. runde, 3 = Slået ud i 3. runde, 4 = Slået ud i 4. runde, KF = Slået ud i kvartfinalen, SF = Slået ud i semifinalen, TF = Tabende finalist, V = Vinder

### Doubletitler
| No. | Dato          | Turnering                                         | Underlag | Makker                   | Finale-modstandere               | Finale-resultat |
| --- | ------------- | ------------------------------------------------- | -------- | ------------------------ | -------------------------------- | --------------- |
| 1.  | 28. sep. 2008 | China Open, Beijing, Kina                         | Hard     | Anabel Medina Garrrigues | Xinyun Han / Yi-Fan Xu           | 6–1, 6–3        |
| 2.  | 21. feb. 2009 | Regions Morgan Keegan Championships, Memphis, USA | Hard     | Victoria Azarenka        | Julia Fedak / Michaella Krajicek | 6–1, 7–6        |

## Priser
WTA Årets nybegynder
- 2008

ITF World Champions (Årets tennisspiller)
- 2010[30]

US Open Sportsmanship Award
- 2014

WTA Diamond Aces (Den der har promoveret tennissporten mest, både på og uden for banen)
- 2015

Årets tennisspiller i Danmark
- 2007, 2008, 2009, 2010, 2011, 2013, 2014, 2015, 2016, 2017, 2018

Årets Sportsnavn i Danmark
- 2010, 2018
- Nomineret: 2009, 2011, 2017